# Cantores Minores

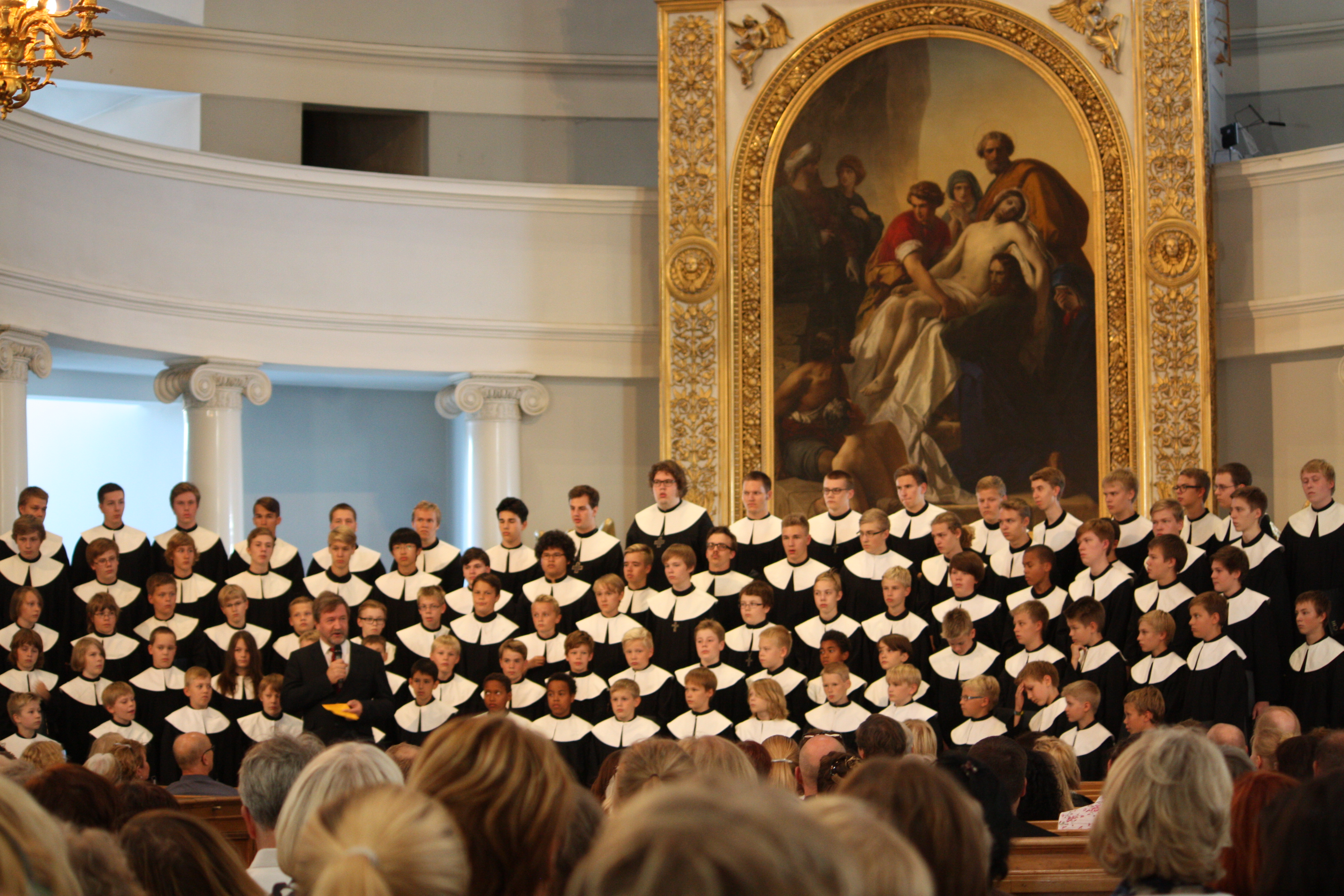
Cantores Minores (2013)

Der Domknabenchor von Helsinki Cantores Minores ist ein finnischer Knabenchor am Dom von Helsinki. Er wurde 1952 gegründet.
In die Musikschule des Cantores Minores Chores werden jährlich etwa 40 Jungen im Alter zwischen 7 und 11 Jahren durch Aufnahmeprüfungen angenommen. Nach wenigstens einjährigem Studium und einer erfolgreich abgelegten Abschlussprüfung rücken sie in den A-Chor mit über hundert Sänger auf. Jährliche Aufführungen der Großwerke von Johann Sebastian Bach sowie das alte und neue A-cappella-Repertoire gehören zur Musikausbildung jeder Chorgeneration.

## Geschichte
Cantores Minores wurde 1952 von Tarmo Nuotio und Ruth-Esther Hillilä zur Fortsetzung der kirchlichen Knabenchortradition in Finnland gegründet. Dank ihres Enthusiasmus hatte der Chor von Anfang an Rückenwind. Bereits im folgenden Jahr war die Anzahl der Chormitglieder auf über Hundert gestiegen. Von 1954 bis 1962 (mit kurzer Unterbrechung) leitete Peter Lacovich aus Österreich, der frühere Ausbilder und Leiter der Wiener Sängerknaben, den Chor. Sein Nachfolger war Heinz Hofmann aus Deutschland, ein ehemaliger Sänger des Zwickauer Knabenchores zu St. Katherina. In seiner 25-jährigen, begeisternden und dynamischen Leitung (1962–1987) setzte er Maßstäbe für die Ausbildung und die Konzerte der Cantores Minores; der Chor erlangte Weltruhm. Unter der Leitung des folgenden Chorleiters, Christian Hauschild (1987–2004), eines ehemaligen Sängers des Dresdner Kreuzchores, wuchs das Repertoire an Großwerken; der Chor ging häufiger auf teils weite Konzertreisen. Seit 2005 leitet Hannu Norjanen, ein ehemaliger Cantores-Minores-Chorknabe, den Chor und erweiterte das A-cappella-Repertoire.
Aus dem Kreis der Chormitglieder gingen im Laufe der Jahrzehnte viele Berufsmusiker hervor.

## Repertoire
Cantores Minores führt am Karfreitag jährlich abwechselnd entweder die Matthäus- oder Johannes-Passion von Johann Sebastian Bach und vor Weihnachten das Weihnachtsoratorium auf. Die Messe in h-moll und Motetten sind ebenfalls ein fester Bestandteil des regulären Programms. Das deutsche Requiem von Johannes Brahms und die Messen von Mozart, Haydn und Beethoven werden immer wieder zusammen mit bekannten Orchestermusikern aufgeführt. Bei zahlreichen a Cappella-Konzerten im In- und Ausland wird kirchliche Chormusik vom 12. bis zum 21. Jahrhundert von europäischen und besonderes finnischen Komponisten aufgeführt.

## Kooperation
Die Cantores Minores arbeiten mit ihren Vorbildern Dresdner Kreuzchor und Thomanerchor zusammen, auch um dadurch das künstlerische Niveau des Chores zu erhöhen. So kam es zum Beispiel 2022 zu zwei gemeinsamen Konzerten mit dem Thomanerchor: in Helsinki unter der Leitung des Thomaskantors Andreas Reize und in Tampere unter der Leitung des Chorleiters des Cantores Minores, Hannu Norjanen.

## Dirigenten des Chores
- 1952–1954: Ruth Ester Hillilä
- 1954–1958: Peter Lacovich
- 1959–1960: Harald Andersén
- 1960–1962: Peter Lacovich
- 1962–1987: Heinz Hofmann
- 1987–2004: Christian Hauschild
- Seit 2005: Hannu Norjanen